# Nərəcan
Nərəcan è un comune dell'Azerbaigian situato nel distretto di Xaçmaz. Conta una popolazione di 2 692 abitanti.